# رويتر (ميزوري)

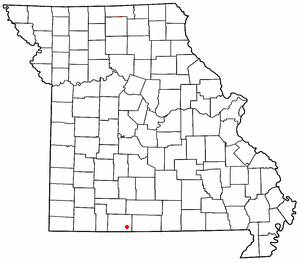
رويتر، ميزوري

رويتر (بالإنجليزية: Rueter)‏ هي إحدى المجتمعات الفردية (غير مصنفة) في ولاية ميزوري في الولايات المتحدة الأمريكية.